# 細谷駅 (静岡県)
細谷駅（ほそやえき）は、静岡県掛川市細谷にある天竜浜名湖鉄道天竜浜名湖線の駅である。

## 歴史
- 1956年（昭和31年）5月10日：国鉄二俣線の駅として新設（旅客駅）[1]。気動車の旅客のみ取扱う無人駅[2]。
- 1987年（昭和62年）3月15日：二俣線が第三セクター鉄道へ転換、天竜浜名湖鉄道の駅となる[1]。

## 駅構造
単式ホーム1面1線を有する地上駅。
無人駅。ホーム上に木造待合室が設置されている。

## 利用状況
近年の1日平均乗車人員の推移は以下の通り。
| 乗車人員推移 | 乗車人員推移    |
| 年度         | 1日平均乗車人員 |
| ------------ | --------------- |
| 2008         | 58              |
| 2009         | 59              |
| 2010         | 63              |
| 2011         | 49              |
| 2012         | 36              |
| 2013         | 36              |
| 2014         | 38              |
| 2015         | 37              |
| 2016         | 51              |
| 2017         | 47              |
| 2018         | 43              |
| 2019         | 36              |

## 駅周辺
東隣のいこいの広場駅（新設）までは500mしか離れておらず、道路も並行している。
- 吉岡バラ団地
- 静岡よみうりカントリークラブ

## 隣の駅
天竜浜名湖鉄道
■天竜浜名湖線
いこいの広場駅 - 細谷駅 - 原谷駅